# Kullaberg och Tvååker
Kullaberg och Tvååker – miejscowość (tätort) w Szwecji, w regionie administracyjnym (län) Halland, w gminie Varberg.
Według danych Szwedzkiego Urzędu Statystycznego liczba ludności wyniosła: 222 (31 grudnia 2018) i 215 (31 grudnia 2019).